# Adolphe Staatje
Adolphe Staatje est un architecte belge de la période Art déco qui fut actif à Bruxelles.

## Réalisations

### Immeubles de style Art déco
- 1925 : Maison des Tramwaymen, rue du poinçon 17 à Bruxelles (rez-de-chaussée Art déco avec arcades cintrées décorées de chouettes en bronze aux impostes)[1];

- 1926 : rue Jean Chapelié 17 à Ixelles[2];

- 1928 : avenue de la Porte de Hal 60-60a et rue de l'Argonne 32 à Saint-Gilles [3];

- 1928 : rue de l'Église Saint-Gilles 63 à Saint-Gilles [4].
- 1933 : avenue de l'Échevinage 10 à Uccle.

### Divers
- 1935 : rue d'Anderlecht 167-169 à Bruxelles[5]